# Andrena combinata
Andrena combinata é uma espécie de insetos himenópteros, mais especificamente de abelhas pertencente à família Apidae.
A autoridade científica da espécie é Christ, tendo sido descrita no ano de 1791.
Trata-se de uma espécie presente no território português.